# Priziac
Priziac (bretonisch: Prizieg) ist eine französische Gemeinde mit 1024 Einwohnern (Stand 1. Januar 2022) im Département Morbihan in der Region Bretagne. Sie gehört zum Gemeindeverband Roi Morvan Communauté.

## Geographie
Priziac liegt im Nordwesten des Départements Morbihan und gehört zum Pays du Roi Morvan.
Nachbargemeinden sind Plouray im Nordosten, Saint-Tugdual und Le Croisty im Osten, Saint-Caradec-Trégomel im Südosten, Berné und Meslan im Süden, Le Faouët im Westen sowie Langonnet im Nordwesten.
Der Ort selber liegt etwas abseits von wichtigen Durchgangsstraßen. Sieben Kilometer westlich von Priziac führt die D769 von Saint-Pol-de-Léon nach Lorient vorbei. Wichtige überregionale Straßenverbindungen wie die N164 und N165 sind weit entfernt.
Die bedeutendsten Gewässer sind die Flüsse Ellé und Aër sowie die Bäche Kerguerizen, Corrogant und Kervazo. Teilweise bilden diese auch die Gemeindegrenze. Westlich der Ortschaft Priziac liegt der See Lac du Bel Air. Auf Gemeindegebiet gibt es zudem noch mehrere Teiche.

## Bevölkerungsentwicklung
| Jahr      | 1962 | 1968 | 1975 | 1982 | 1990 | 1999 | 2006 | 2019 |
| Einwohner | 1862 | 1640 | 1367 | 1210 | 1074 | 986  | 1025 | 967  |

## Geschichte
Die Gemeinde gehörte zur bretonischen Region Bro Gwened (frz. Vannetais) und innerhalb dieser Region zum Gebiet Bro Bourlet (frz. Pays Pourlet) und teilt dessen Geschichte. Priziac war von 1793 bis zu dessen Auflösung 1801 Hauptort eines eigenen Kantons. Seitdem ist die Gemeinde dem Kanton Le Faouët zugeteilt.

## Sehenswürdigkeiten
- Kirche Saint-Beheau aus dem 12. Jahrhundert; restauriert im 19. Jahrhundert
- Kapelle Saint-Nicolas in Kerviguen aus dem 15. und 16. Jahrhundert
- Kapelle Notre-Dame in Lotavy aus dem 16. und 17. Jahrhundert
- Kapelle Saint-Yves in Kergoat aus dem Jahr 1881
- Kapelle Notre-Dame-de-Poulcen (auch Notre-Dame de Poubrum) mit Brunnen aus dem 19. Jahrhundert
- Kapelle Saint-Guénolé südlich von Botquenven aus dem 17. Jahrhundert
- Das Galeriegrab von Botquenven ist stark beschädigt. Übrig bleiben nur einige Orthostaten und ein verkippter Deckstein. Der Gang ist 6,0 m lang und 2,00 m breit.
- Kapelle La Madelaine; ursprünglich am Schloss Bel Air, heute in verkleinerter Form im Ortsteil Pellan
- Kapelle in Poulran aus dem Jahr 1851
- Brunnen Notre-Dame in Lotavy
- Ruinen des Schlosses Bel-Air
- Herrenhaus von Le Plascaër aus dem 18. Jahrhundert
- zahlreiche ältere Bauten wie die Häuser in Petit-Carnal und Grand-Carnal, in Restelegan, in der Rue Voen und das Haus Mont-Louis bei der Dorfkirche

Quelle:

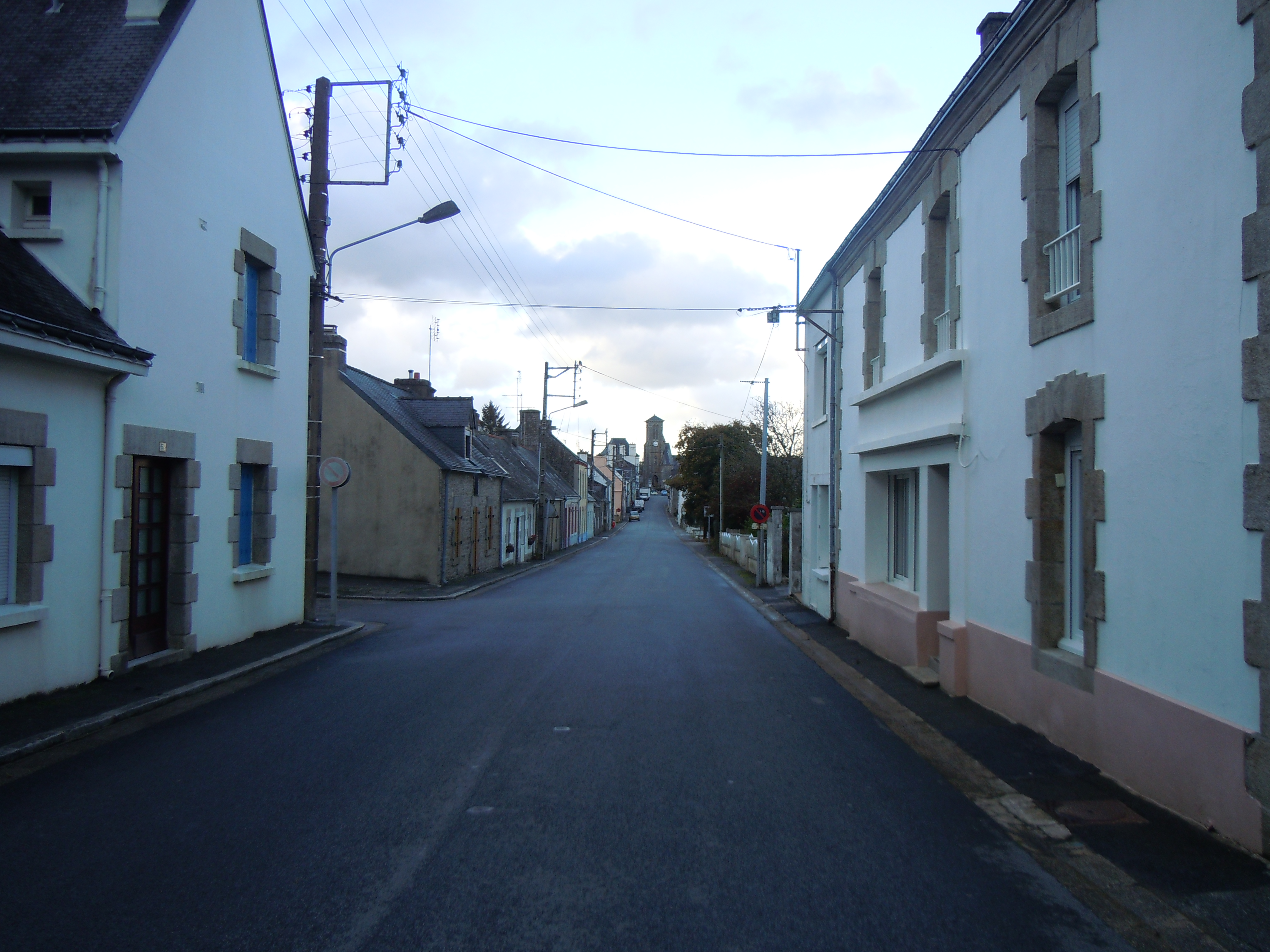
Hauptstraße in Priziac
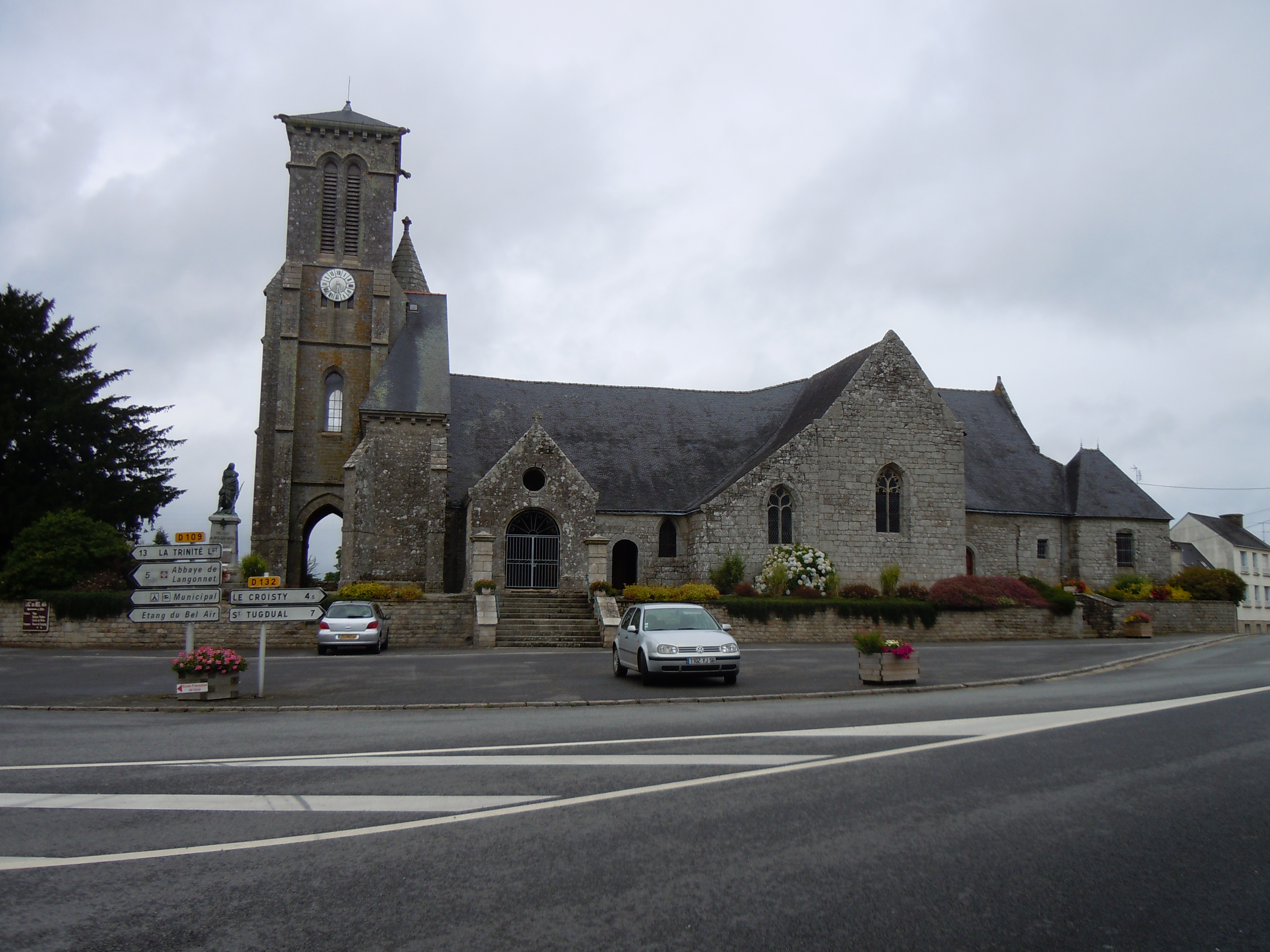
Kirche Saint-Behau in Priziac
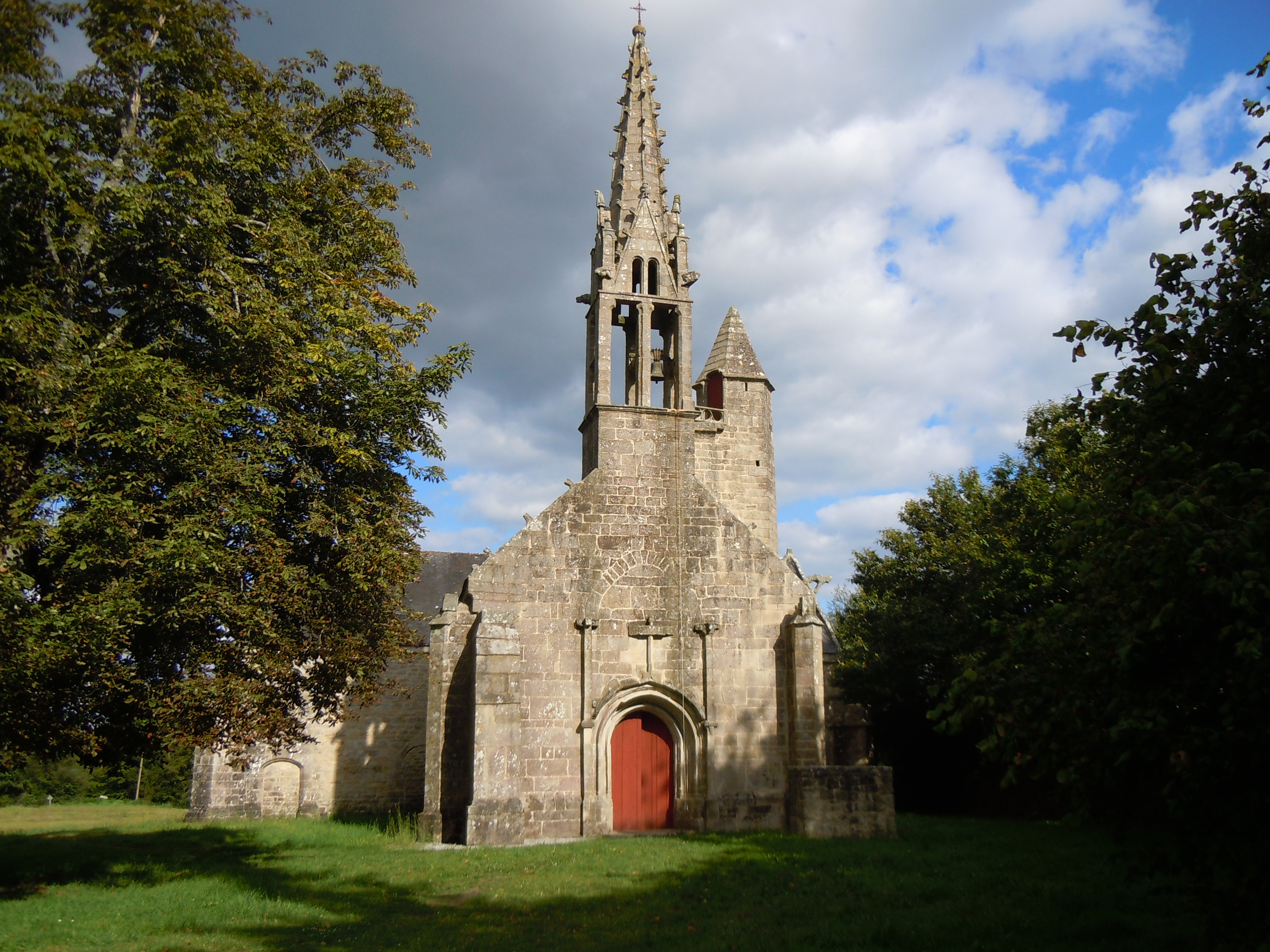
Kapelle Saint-Nicolas in Kerviguen
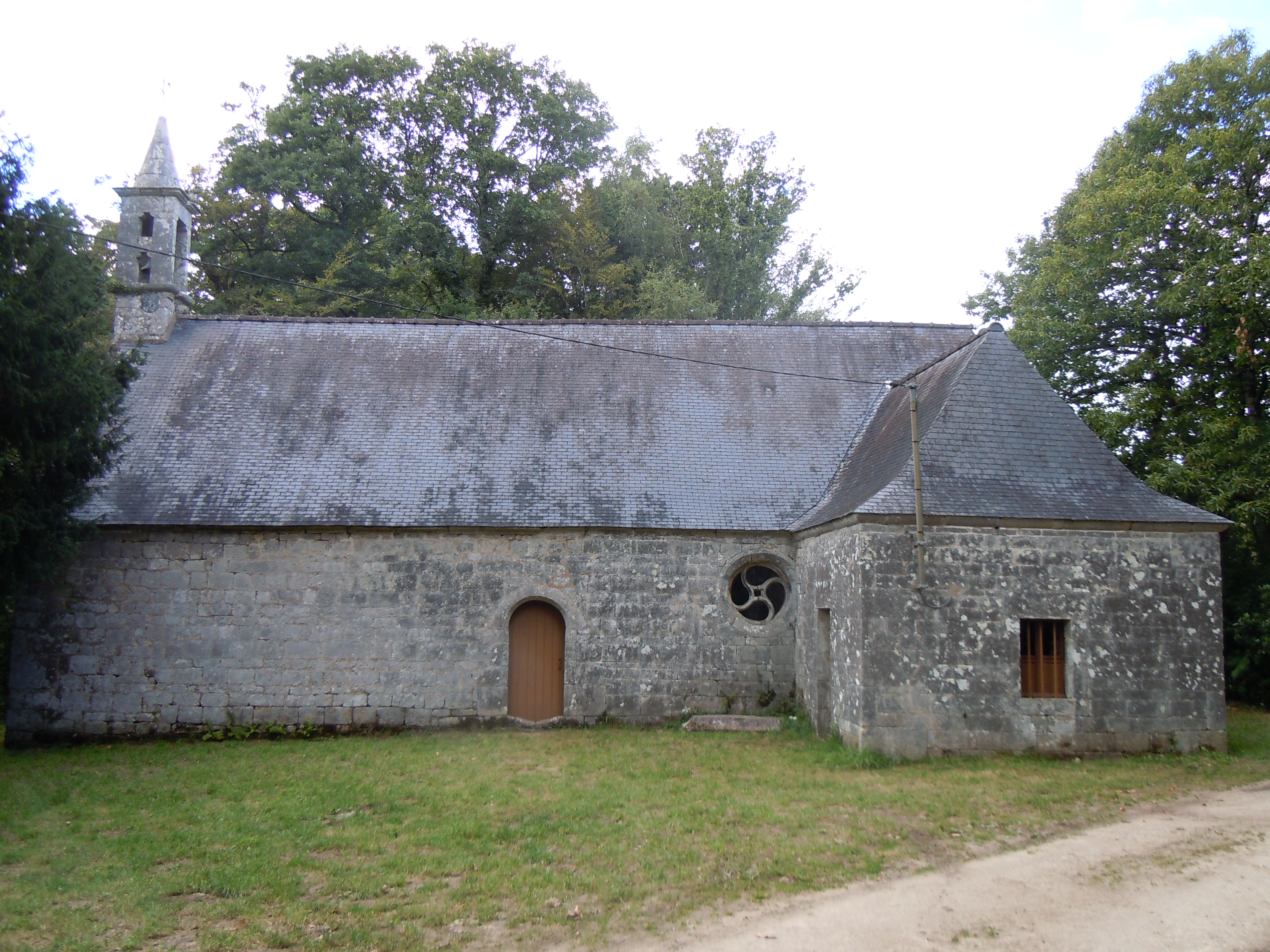
Kapelle Notre-Dame in Lotavy
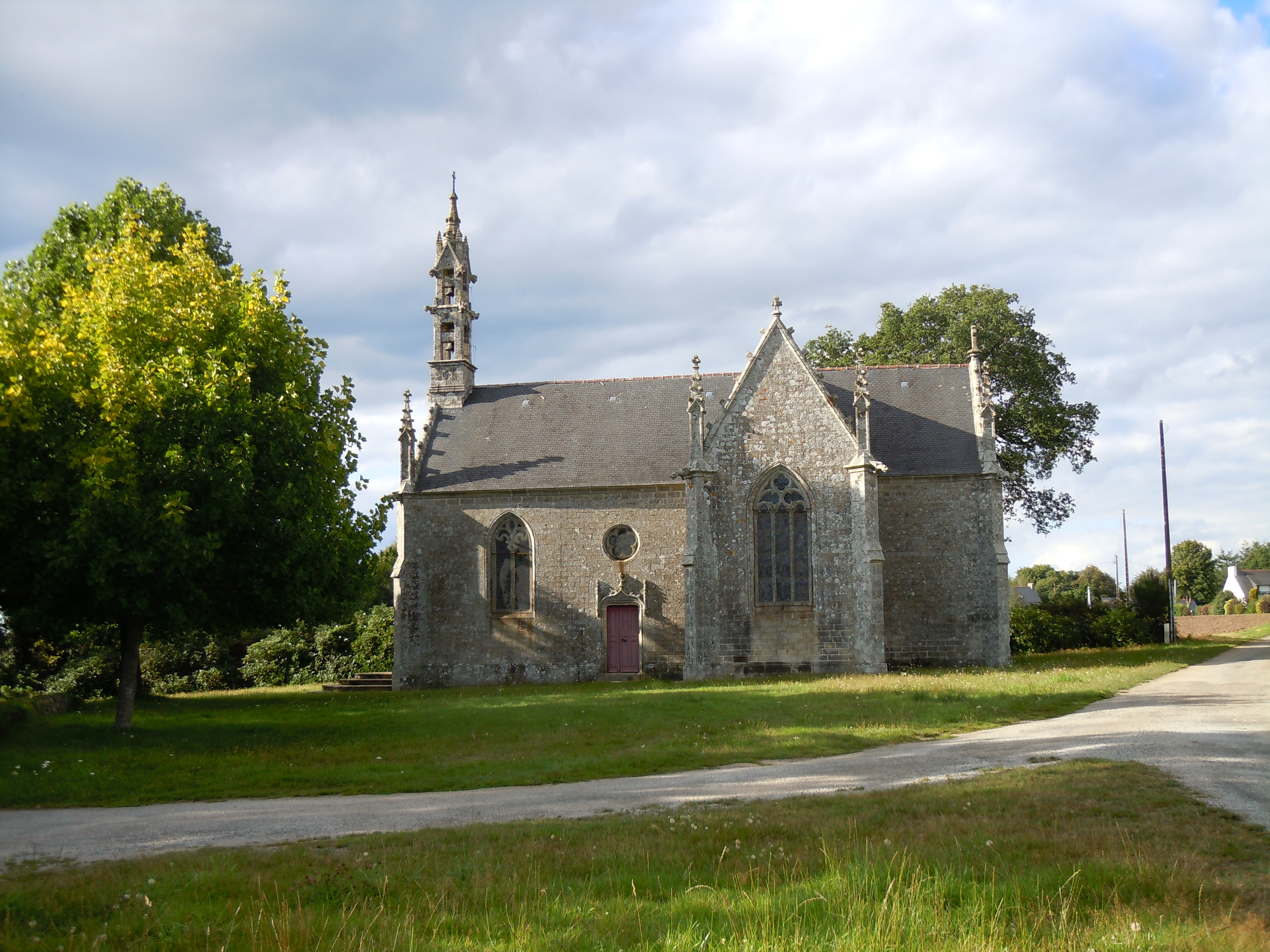
Kapelle Saint-Yves in Kergoat
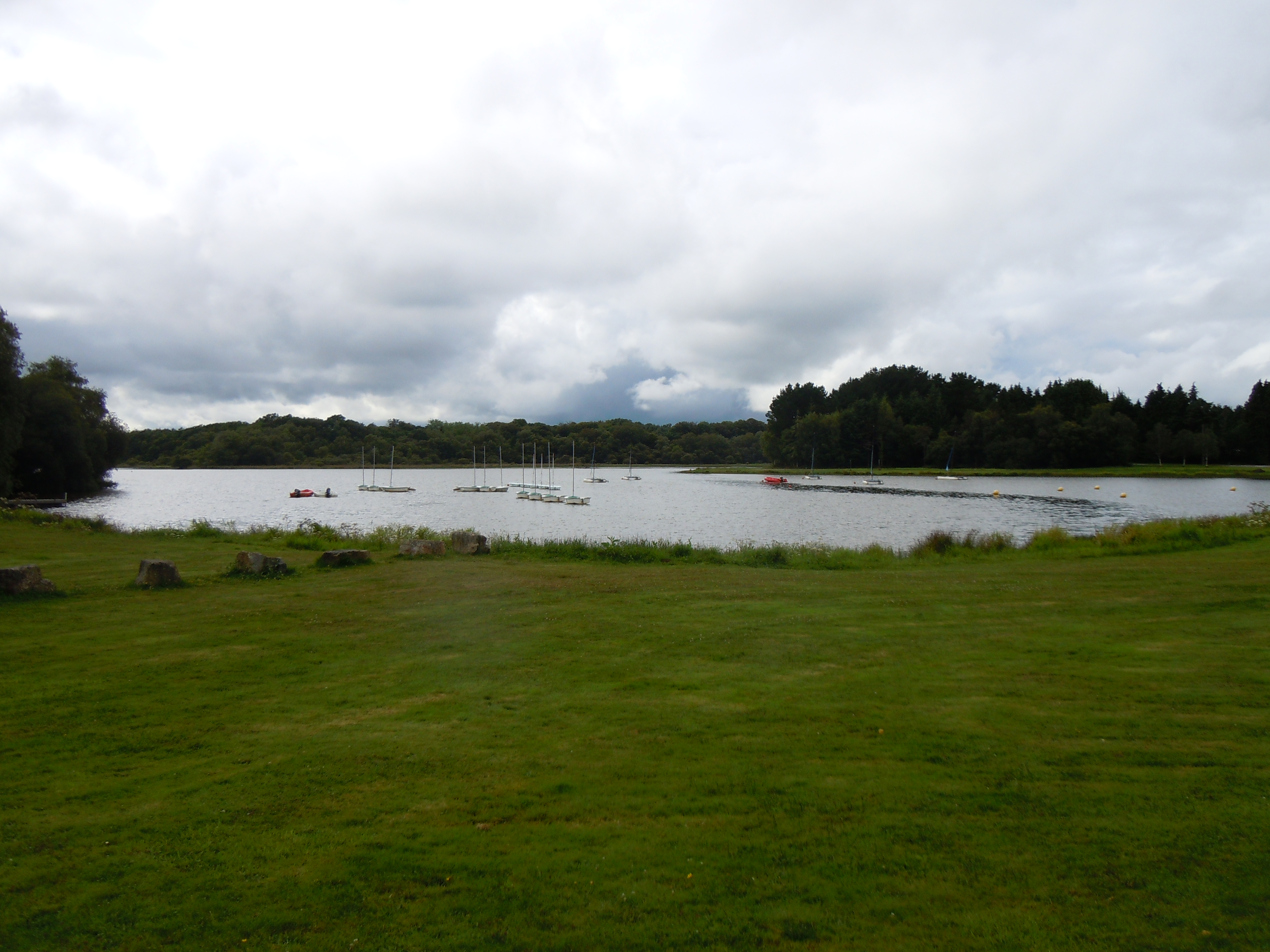
Lac de Bel Air
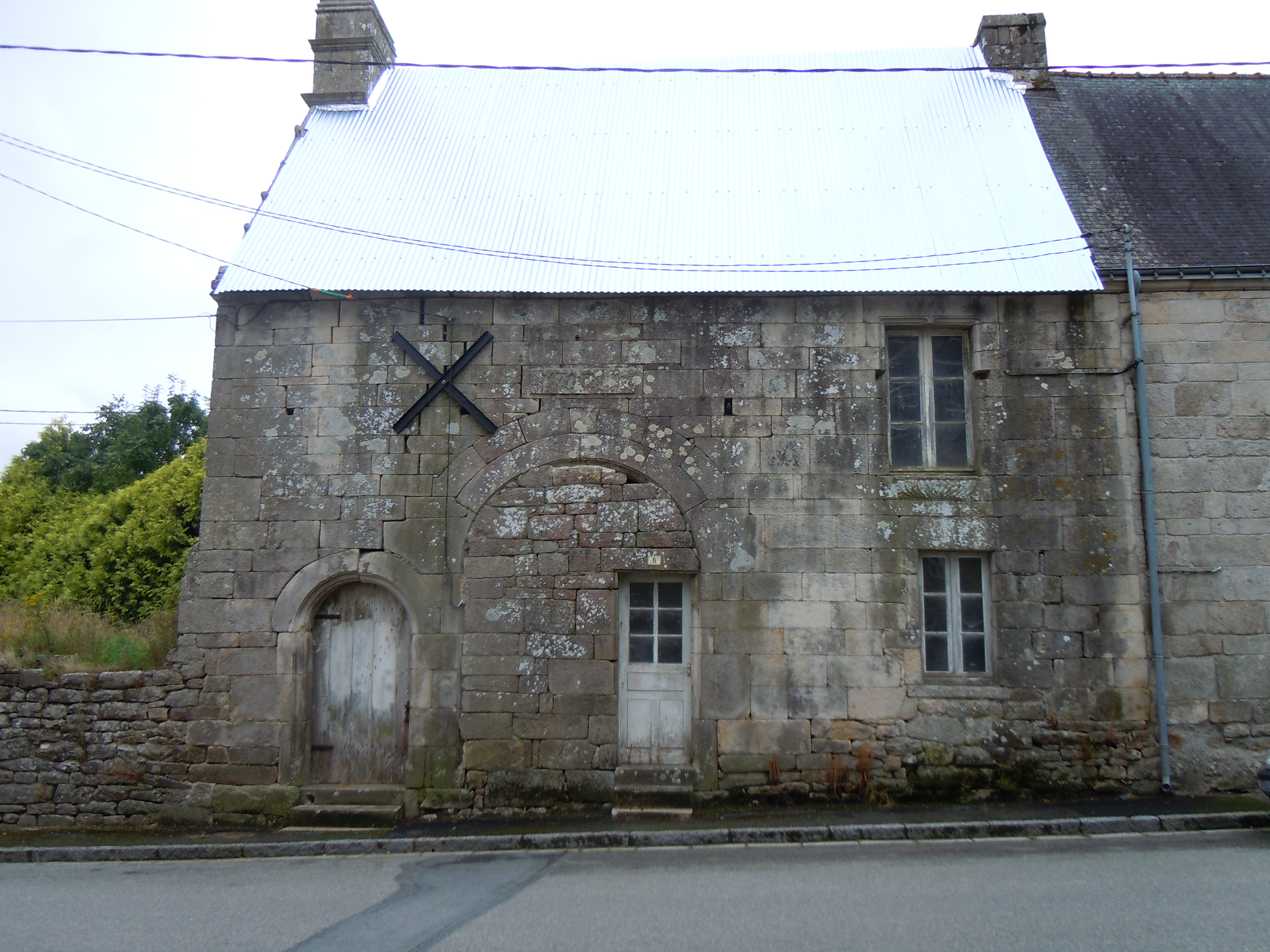
Herrenhaus Mont Louis